# Atelopus arsyecue
Atelopus arsyecue es una especie de anfibio de la familia Bufonidae.
Es endémica de Colombia.
Su hábitat natural incluye montanos secos, praderas tropicales o subtropicales a gran altitud y ríos.
Está amenazada de extinción por la pérdida de su hábitat natural.